# Яловий Іван Павлович
Іва́н Па́влович Ялови́й (1919-2006) — Герой Радянського Союзу.

## Життєпис

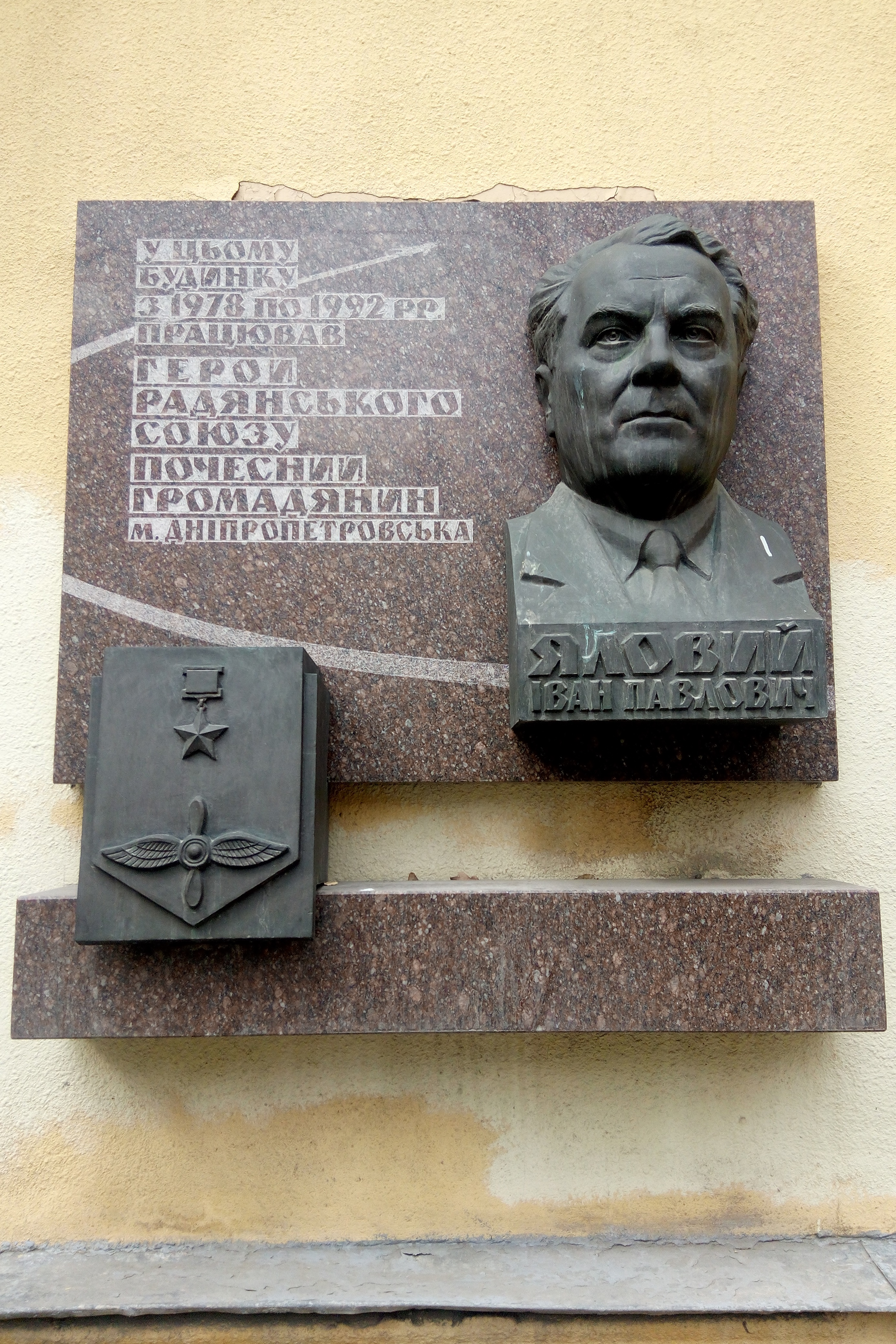
Меморіальна дошка І. П. Яловому на будівлі Агро-економічного університету в Дніпрі

Народився 8 січня 1919 в с. Авдотівка Криворізького району Дніпропетровської області. Закінчив дев'ять класів та школу ФЗУ. Працював на Нікопольський південнотрубний завод слюсарем-монтажником. Закінчив аероклуб, Качинське військове авіаційне училище (1938), Енгельське військове авіаційне училище (1940).
У роки Другої Світової війни здійснив 500 бойових вильотів. У 1941 році захищав Дніпропетровськ, Запоріжжя, Нікополь, брав участь у боях на Курській дузі, звільняв Польщу.
З 1966 працював на викладацькій роботі спочатку в Дніпропетровській спеціальній школі міліції МВД СРСР, з 1978 — старшим викладачем кафедри філософії і наукового комунізму Дніпропетровського сільськогосподарського інституту.
З вересня 1986 по липень 1991 — доцент кафедри марксистсько-ленінської філософії та наукового комунізму.
Помер 15 червня 2006.

## Нагороди та відзнаки
- 3 ордени Червоного Прапора
- орден О.Невського
- орден Вітчизняної війни І ступеня
- орден Червоної Зірки
- медалі
- «Почесний громадянин м. Дніпропетровськ» (1993)